# Celso Lafer
Celso Lafer (São Paulo, 7 de agosto de 1941), es un jurista, académico y diplomático brasileño.
Estudió en la Facultad de Derecho de la Universidad de São Paulo; se doctoró en Ciencias Políticas en la Universidad Cornell en 1970.
Fue ministro de Relaciones Exteriores durante las presidencias de Fernando Collor y de Fernando Henrique Cardoso. También se desempeñó como Embajador ante la ONU entre 1995 y 1998.
Su tío, Horácio Lafer, había sido también Ministro de Relaciones Exteriores durante la presidencia de Juscelino Kubitschek.